# پورت الیس
پورت الیس (به انگلیسی: Port Alice) یک منطقهٔ مسکونی در کانادا است. پورت الیس ۷٫۰۴ کیلومتر مربع مساحت و ۸۰۵ نفر جمعیت دارد.